# Весанто
Весанто (фин. Vesanto) — община в провинции Северное Саво, губерния Восточная Финляндия, Финляндия. Общая площадь территории — 569,70 км², из которых 147,1 км² — вода.

## Демография
На 31 января 2011 года в общине Весанто проживают 2428 человек: 1225 мужчин и 1203 женщины.
Финский язык является родным для 98,72 % жителей, шведский — для 0,16 %. Прочие языки являются родными для 1,11 % жителей общины.
Возрастной состав населения:
- до 14 лет — 11,82 %
- от 15 до 64 лет — 57,66 %
- от 65 лет — 30,44 %

Изменение численности населения по годам:
| Год  | Численность |
| ---- | ----------- |
| 1980 | 3572        |
| 1990 | 3245        |
| 2000 | 2812        |
| 2010 | 2426        |
| 2011 | 2428        |